# Genomsnittlig rörlig kostnad

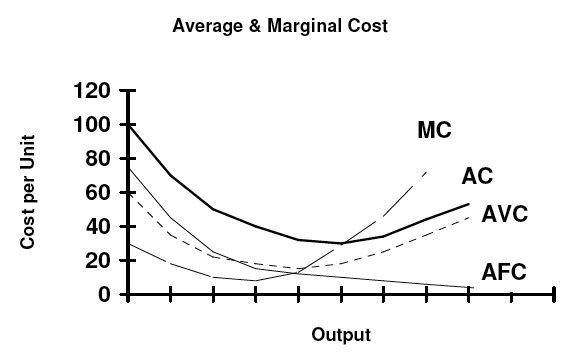
Kortsiktiga kostnadskurvor.
AC (Average Cost, Genomsnittlig kostnad)
AVC (Average Variable Cost, Genomsnittlig rörlig kostnad)
AFC (Average Fixed Cost, Genomsnittlig fast kostnad)
MC (Marginal Cost, Marginalkostnad)

Inom ekonomi är genomsnittlig rörlig kostnad (AVC) ett företags rörliga kostnader (VC; arbetskraft, el etc.) dividerat med den producerade mängden output (Q):{\displaystyle AVC={\frac {VC}{Q}}}
Genomsnittlig rörlig kostnad plus genomsnittlig fast kostnad är lika med genomsnittlig totalkostnad (ATC): {\displaystyle AVC+AFC=ATC.}
Ett företag skulle välja att stänga om priset på dess produktion är lägre än den genomsnittliga rörliga kostnaden vid den vinstmaximerande produktionsnivån (eller, mer generellt om det säljer till flera priser, dess genomsnittliga intäkter är lägre än AVC). Att producera någonting skulle inte generera tillräckligt stora intäkter för att kompensera för de därmed sammanhängande rörliga kostnaderna; att producera en viss produktion skulle lägga till förluster (extra kostnader utöver intäkterna) utöver de kostnader som oundvikligen uppstår (de fasta kostnaderna). Genom att inte producera förlorar företaget bara de fasta kostnaderna.
Som ett resultat har företagets kortsiktiga utbudskurva produktionen 0 när priset är under den lägsta AVC och hoppar till produktion så att {\displaystyle {\text{P = MC(Q)}}} för högre priser, där {\displaystyle {\text{MC}}} betecknar marginalkostnad.